# 合益集团
合益集团（Hay Group）是一家国际人力资源管理咨询公司，总部设在费城。公司于1943年由Edward N. Hay创立。1984年，上奇广告收购了合益集团，但1990年经历一场管理层收购后重归私人所有。

## 公司历史
1943年，Edward N. Hay及合伙人管理顾问公司（Edward N. Hay and Associates, Management Consultants）作为一家单独所有的企业成立，并租用第一费城银行（First Pennsylvania Bank）的办公场所。它和通用食品合作了第一个薪资项目。Edward N. Hay收购了《人事学报》（Personnel Journal），并为自己对工作、职员及工作地点的观点提供了一个平台。1946年，合益合并为E. N. Hay and Associates, Inc。1958年，Edward N. Hay去世，E. N. Hay Associates与共同管理的合作者（Milton Rock和Dale Purves）形成合作关系。1966年，Dale Purves去世，Milton Rock成为管理的合作者。
1984年，上奇广告收购了合益集团，Milton Rock成为上奇咨询公司的主席。合益集团同上奇广告拥有的人力资源公司McBer & Company合并。1985年，Milton Rock退休，Charles Fiero成为合益集团的CEO。1986年，Robert Rock继Fiero成为CEO。1987年，Chris Matthews被任命为CEO。
1990年，合益集团的内部管理层收购了集团。